# Mikulčice
Mikulčice – miejscowość w Czechach, w kraju południowomorawskim w  powiecie Hodonin, w pobliżu granicy ze Słowacją.

## Historia
Początki miejscowości Mikulčice sięgają VI wieku. Położone na pd.-wsch. grodzisko Mikulčice-Valy prawdopodobnie pełniło wówczas rolę nieznanej dziś z nazwy stolicy Państwa wielkomorawskiego. Na grodzisku odkryto pałac i aż 12 kościołów z wczesnego średniowiecza, 3 mosty, a także 2500 grobów. Cały otoczony rozlewiskami rzeki Morawy zespół składał się z kilku części: grodu głównego Valy z pałacem i co najmniej 6 kościołami, przedgrodzia i trzech podgrodzi. Upadek grodu należy prawdopodobnie łączyć w najazdem Węgrów w 907 roku.
Najstarsza pisemna wzmianka o wsi Miculcici pochodzi z 1131 roku.

## Linki zewnętrzne

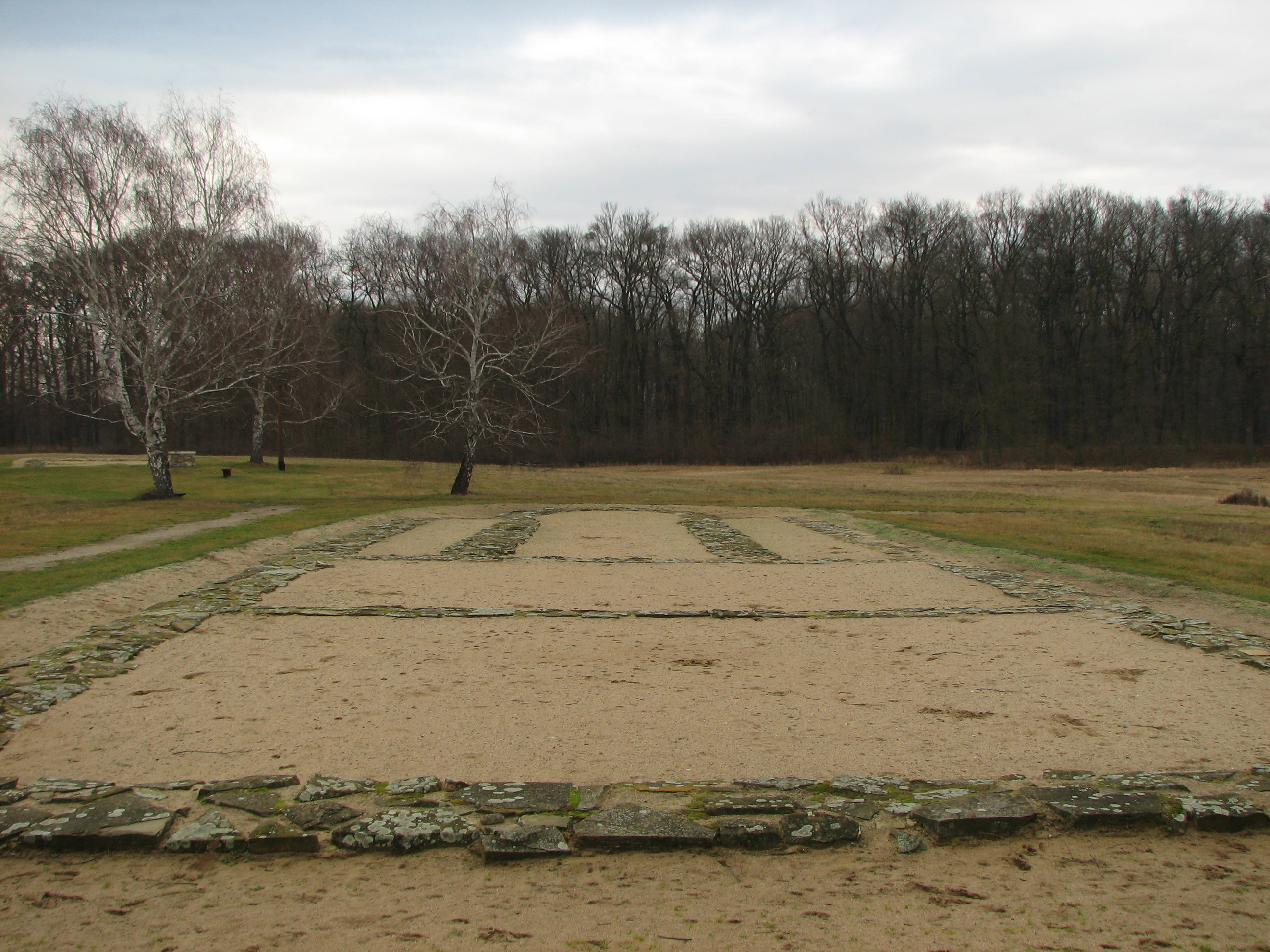
Kamienne fundamenty kościoła
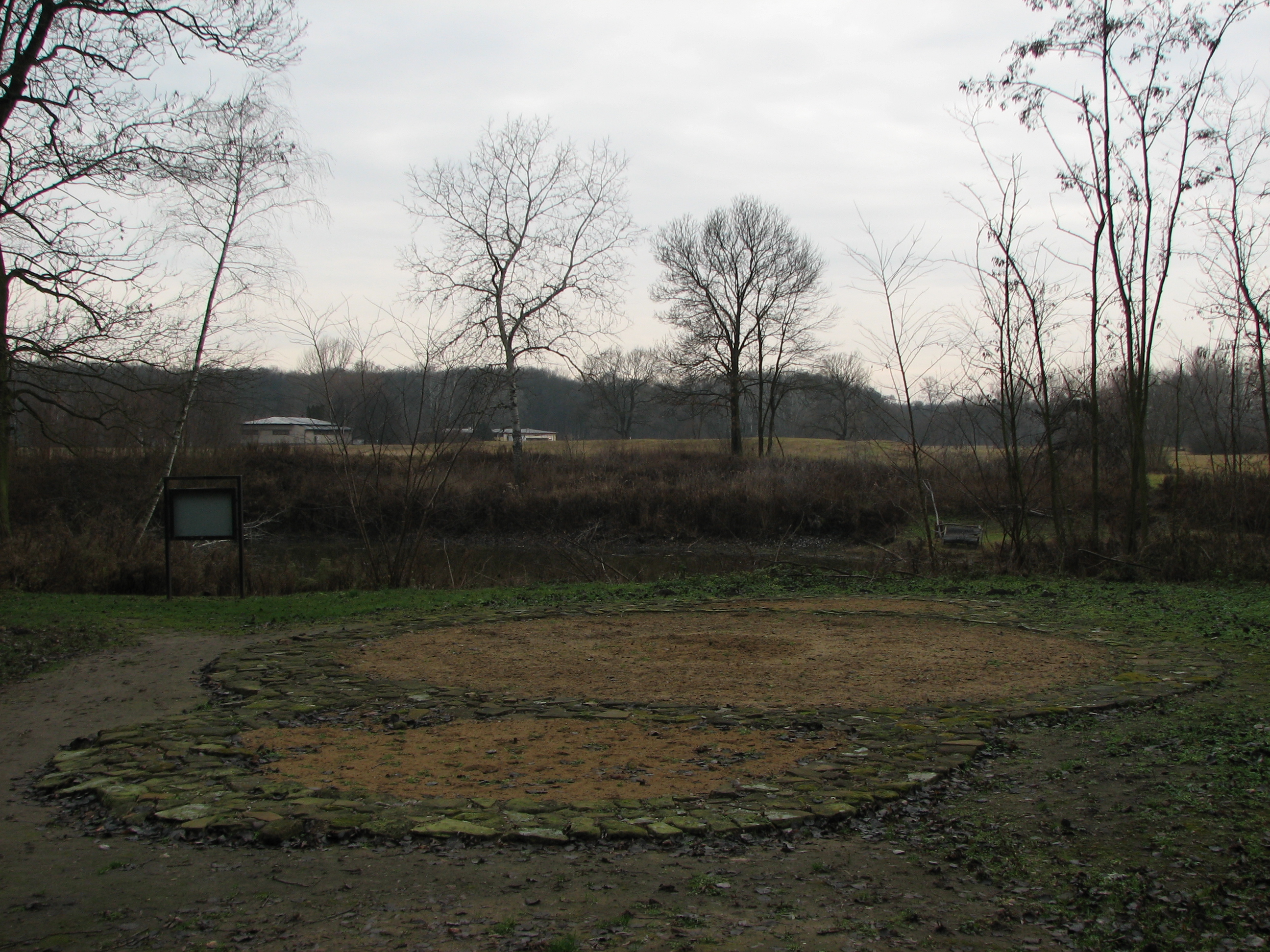
Kamienne fundamenty rotundy z absydą

## Zabytki
- grodzisko Mikulčice-Valy funkcjonujące od VI do X wieku.